# Le Dernier Rêve (film, 1916)
Pour les articles homonymes, voir Le Dernier Rêve.
Pour plus de détails, voir Fiche technique et Distribution.
Le Dernier Rêve est un film français réalisé par Henri Desfontaines, sorti en 1916.

## Fiche technique
- Titre : Le Dernier Rêve
- Réalisation : Henri Desfontaines[1]
- Format : noir et blanc - muet
- Date de sortie : 1916[1]

## Distribution
Source : cinema.encyclopedie.films.bifi.fr
- Romuald Joubé
- Louis Gauthier
- Renée Carl
- Jean Ayme